# Macropisthodon
Macropisthodon är ett släkte av ormar. Macropisthodon ingår i familjen snokar.
Arterna är med en längd av 75 till 150 cm medelstora ormar. De förekommer i sydöstra Kina och i andra delar av Sydostasien, inklusive Sri Lanka. Individerna vistas i gräsmarker och på jordbruksmark. De jagar främst groddjur. Honor lägger ägg.
Dessa ormar är mindre farliga för människor på grund av svag gift. De liknar däremot stark giftiga huggormar av släktet Gloydius.
Arter enligt Catalogue of Life och The Reptile Database:
- Macropisthodon flaviceps
- Macropisthodon plumbicolor
- Macropisthodon rhodomelas
- Macropisthodon rudis